# رقص مدرن

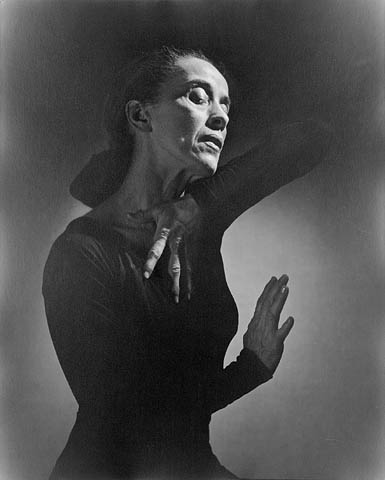
مارتا گراهام در ۱۹۴۸

رقص مدرن سبکی از رقص صحنه‌ای غربی است که آزادانه در اواخر قرن نوزدهم و اوایل قرن بیستم به وجود آمد. این رقص، که زادگاهش آمریکا و آلمان است، واکنشی مستقیم به رقص باله به عنوان پایه رقص صحنه‌ای بود. رقص مدرن از پذیرش اَشکال و جنبه‌های مختلف باله کلاسیک امتناع کرد و حرکت‌های منظم و مدون و ساختار روایی باله را کنار گذاشت. به خاطر تلاش‌های پیشگامان رقص مدرن مانند مارتا گراهام، امروزه رقص مدرن طیف وسیعی از سبک‌ها را، که بسیاری از آن‌ها با استادان و مدارس مشهور و نامدار همراهی می‌شوند، دربرمی‌گیرد. بیش از هزار نوع از رقص مدرن از جمله گراهام و هورتون وجود دارند. در نهایت، رقص پست‌مدرن، شکل‌گرایی رقص مدرن را رد می‌کند و خود شامل عناصری چون هنر اجرایی و بدیهه‌سازی می‌شود.

## پیشینه
فهم ساده از تاریخ رقص مدرن، عموماً به این اشتباه منجر می‌شود که این شکل هنری، ردیه یا شورشی علیه باله کلاسیک بوده‌است. بررسی عمیق‌تر در بستر ظهور رقص مدرن نشان می‌دهد که از اوایل دهه ۱۸۸۰، طیف وسیعی از تغییرات اجتماعی و اقتصادی در آمریکا و اروپا اتفاق افتاد که منجر به تغییرات فوق‌العاده‌ای در جهان رقص شد. 
در آمریکا، افزایش صنعتی شدن، ظهور طبقه متوسط (که درآمد کافی و وقت آزاد داشت) و نادیده گرفتن بنیان‌های اجتماعی عصر ویکتوریا، در کنار تغییرات گسترده‌ دیگر، منجر به توجه تازه‌ای به سلامتی و آماده‌سازی جسمانی شد. در این فضا بود که «رقص تازه»‌ای ظهور کرد که همان‌قدر که از نارضایتی از باله سرچشمه می‌گرفت، ریشه در تغییر در بنیان‌های اجتماعی داشت. در همین زمان، قهرمانان تربیت بدنی به هموار شدن مسیر رقص مدرن کمک کردند و تمرینات ژیمناستیک، به شکل نقطه آغازی تکنیکی، به زنان جوانی که مشتاق رقصیدن بودند، یاری رساند. همین‌طور کالج‌های زنان، کورس‌های رقص زیباشناسانه را در اواخر دهه ۱۸۸۰ ارائه کردند.
همزمان، رقصنده‌هایی چون ایزادورا دانکن، مود آلن و لویی فولر پیشگام ایجاد شکل‌های جدید و تمریناتی که رقص آزاد یا زیباشناختی برای اجرا نامیده می‌شود، شدند. این رقصنده‌ها دایره بسته پیرامون باله چون حرکات محدود مناسب برای باله را نادیده گرفتند و از پوشیدن کرست و کفش باله، برای رسیدن به آزادی بیشتری در حرکات‌شان، سر باززدند. امیل راس، که همان زمان در مورد ظهور این شکل هنری نوشته می‌گوید:
موسیقی و حرکات بدنی موزون، خواهران دوقلوی هنر هستند که باهم به وجود می‌آیند... امروزه در کارهای هنری ایزادورا دانکن، مود آلن و دیگران، استفاده از شکلی از رقصیدن را می‌بینیم که تلاش می‌کند در حرکت، آن‌چه را استاد موسیقی در ترکیب‌بندی تفسیری‌ خود بیان می‌کند، به تصویر درآورد.
رقص مدرن آمریکایی را می‌توان (تقریبا) به سه دوره تقسیم کرد:
| تاریخ     | دوره             | هنرمندان برجسته                                                                                    | توضیحات |
| --------- | ---------------- | -------------------------------------------------------------------------------------------------- | --- |
| ۱۸۸۰-۱۹۲۳ | دوران مدرن متقدم | ایزادورا دانکن، لویی فولر، راس سنت دنیس، تد شاون، النور اندرسون                                    | رقص جدید، آزاد و رمانتیسیسم مدرن می‌تواند نام‌های دیگری برای این دوره باشد. در حالی که عمل هنری به سرعت تغییر می‌کرد، تمایز واضح تکنیک‌های رقص مدرن هنوز پدیدار نشده بود.             |
| ۱۹۲۳-۱۹۴۶ | دوران مدرن میانی | مارتا گراهام، دوریس هامفری، کاترین دانهام، چارلز ویدمن, لستر هورتون                                | بسیاری از رقصنده‌های این دوره به دنبال یافتن هویتی آمریکایی برای حرکت و خلق فرمی هنری که آمریکایی باشد، بودند. آن‌ها همین‌طور تعریف واضح و سیستم‌های آموزش رقص متمایز را توسعه دادند. |
| ۱۹۴۶-۱۹۵۷ | دوران مدرن متاخر | خوزه لیمون, پرل پریموس, مرس کانینگهام, تالی بیتای, اریک هاوکینز, آنا سوکولف, آنا هالپرین, پل تیلور | این دوره، وضوح در انتزاع و ظهور آوانگارد را در پی داشت و راه را برای پیدایش رقص پست‌مدرن هموار کرد.                                                                                |

## رقص آزاد

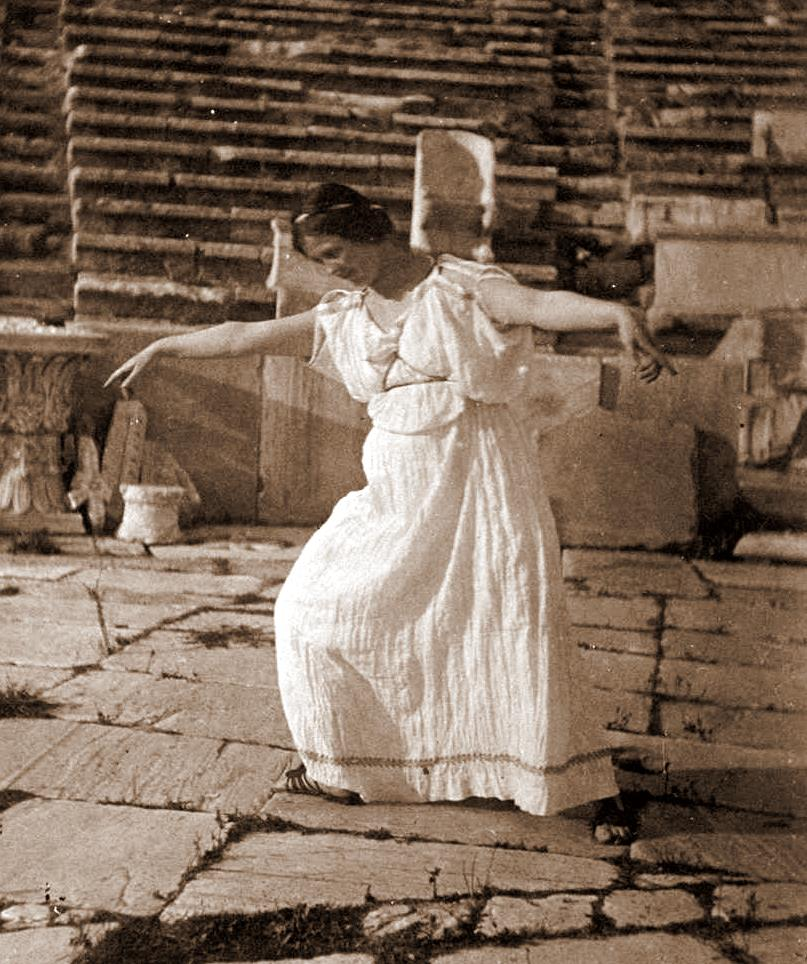
ایزادورا دانکن در ۱۹۰۳

- ۱۸۷۷: ایزادورا دانکن با انتقال استرس و تکیه‌اش به مرکز بدن یا نیم‌تنه، پاهای برهنه، موهای آزاد و پریشان، پوشش‌های آزاد و راحت و تلفیق شوخی با بیان عاطفی، نیای رقص مدرن محسوب می‌شود. او از هنرهای کلاسیک یونانی، رقص فولک، رقص اجتماعی، طبیعت، نیروهای طبیعی و ورزش‌های تازه آمریکایی چون پرش، دویدن، پریدن، جهش و حرکات ناگهانی، الهام گرفته بود. او معتقد بود باله ورزشی زشت و بی‌معناست. اگرچه او در برهه‌های مختلفی از زندگیش به آمریکا بازگشت اما کار او آن‌چنان‌که باید در آن‌جا دیده نشد. او به اروپا بازگشت و در ۱۹۲۷ در پاریس درگذشت.
- ۱۸۹۱: لویی فولر (رقاص بورلسک) شروع به آزمودن تأثیری کرد که روشنایی‌های گازی بر لباس‌های ابریشمی‌اش می‌گذاشتند. فولر شکلی از حرکات طبیعی و فن بدیهه‌سازی را که در رابطه با تجهیزات نورپردازی انقلابی او و لباس‌های شفاف ابریشمی‌اش استفاده می‌شد، گسترش داد. او دستگاه‌ها و روش‌های نورپردازی صحنه‌ای‌اش را که شامل استفاده از ژل رنگ و مواد شیمیایی در حال سوختن برای نورافشانی می‌شد و همچنین لباس‌های ابریشم صحنه‌ای حجیم خود را به ثبت رساند.
- ۱۹۰۵: راس سنت دنیس، که از سارا برنارد و رقاص ژاپنی، سادا یاکو تأثیر پذیرفته بود، برگردان‌هایش را از فرهنگ و اسطوره‌شناسی هندی گسترش داد. اجراهای او، به سرعت محبوب می‌شدند و او تورهای گسترده‌ای برگزار می‌کرد در حالی که مشغول پژوهش در هنر و فرهنگ شرقی بود.

## رقصاکسپرسیونیستیو پیشامدرن

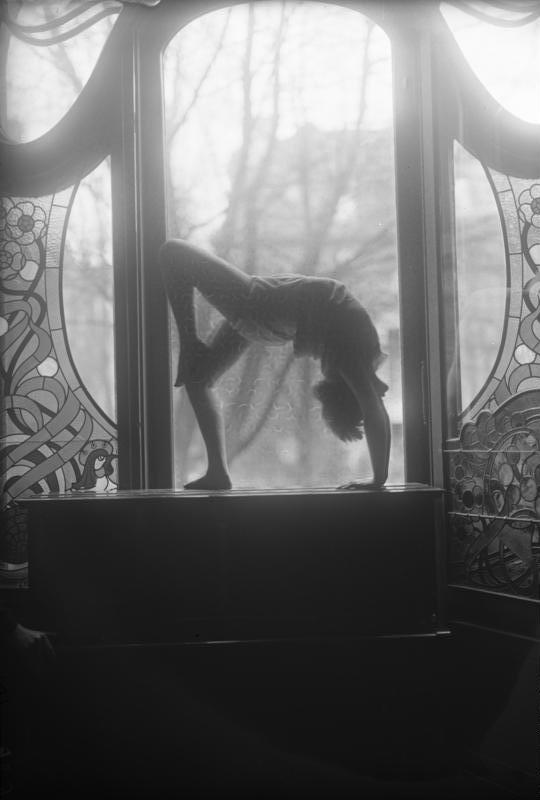
رقصنده‌ای در مدرسه لابان در برلین به سال ۱۹۲۹.

در اروپا، ماری ویگمن، فرانسوا دلسارته، امیل ژاک-دالکروز و رودلف ون لابان، نظریه‌های حرکت انسان، بیان و روش‌های آموزشی را توسعه دادند که به پیشرفت رقص مدرن و اکسپرسیونیستی اروپایی انجامید. 
- ۱۸۶۵: امیل ژاک-دالکروز
- ۱۸۷۹: رودلف ون لابان
- ۱۹۰۱: کورت جوس
- ۱۸۸۶: ماری ویگمن
- ۱۹۰۲: هارالد کراتسبرگ

## رقص رادیکال
رقصندگان رادیکال اروپا، متأثر از رکود بزرگ و تهدید روزافزون فاشیسم در اروپا، کوشیدند با دراماتیزه کردن بحران‌های اقتصادی، اجتماعی، نژادی و سیاسی زمانه خود، آگاهی‌بخشی کنند.
- ۱۸۹۳: هانیا هولم یکی از شاگردان ماری ویگمن و مربی مدرسه ویگمن در درسدن، با معرفی تکنیک ویگمن، نظریه‌های لابان در باب پویایی مکانی و بعدها، تکنیک‌های خودش به رقص مدرن آمریکایی، مدرسه رقص ویگمن را در ۱۹۳۱ در نیویورک بنیان گذاشت (که بعدها در ۱۹۳۶ به استودیوی هانیا هولم مبدل شد)؛ طراح رقصی ماهر و هنرمندی که اولین جشنواره رقص آمریکایی در کالج بنینگتون (۱۹۳۴) را بنیان گذاشت.
- ۱۹۱۰: آنا سوکولف از شاگردان مارتا گراهام و لوییس هورست کمپانی رقص خود را حوالی سال ۱۹۳۰ ایجاد کرد. با ارائه دراماتیک تصاویر معاصر، ترکیب‌های وی عموماً انتزاعی و اغلب آشکارکننده طیف کاملی از تجارب انسانی بود که تنش و ناهمبستگی زمان با حقیقت حرکات انسانی را بازتاب می‌داد.
- ۱۹۰۸: خوزه لیمون در سال ۱۹۴۶، پس از تحصیل و اجرا با دوریس همفری و چارلز ویدمن، کمپانی خودش را به همراه همفری به عنوان مدیر هنری بنیان گذاشت. تحت نظارت همفری بود که لیمون رقص مخصوص به خودش، پاوان مور (۱۹۴۶) را ساخت. طراحی‌های رقص لیمون و تکنیکش، تأثیر عمیقی بر رقص معاصر داشته‌است.
- ۱۹۱۹: مرس کانینگهام هنرجوی سابق باله و اجراکننده رقص با مارتا گراهام، اولین برنامه انفرادی‌اش در نیویورک را به همراه جان کیج در سال ۱۹۴۴ اجرا کرد. کانینگهام با تأثیرپذیری از کیج و استقبال از ایدئولوژی مدرنی که از فرایندهای پست‌مدرن استفاده می‌کرد، شانس خلق رویه‌ها و حرکات ناب برای طراحی رقص با تنکنیک‌هایش را به تمام تکنیک‌های رقص قرن بیستم معرفی کرد. او پایه‌های رقص پست‌مدرن را با آثار غیرخطی، بدون اوج و انتزاع روانی خود ایجاد کرد. در این آثار، هر یک از عناصر به خودی خود رساست و ناظر (در قسمت‌های بسیاری) آنچه را با آن مرتبط است، معین می‌کند.
- ۱۹۰۹: اریک هاوکینز یکی از شاگردان جرج بالانچین که به اولین رقصنده مرد و منفرد در کمپانی رقص مارتا گراهام مبدل شد. در ۱۹۵۱، به زمینه تازه‌ای از حرکت‌شناسی علاقه‌مند شد و به این ترتیب، مدرسه خودش را افتتاح کرد و تنکنیک رقص خودش (تکنیک هاوکینز) را که پیشرو در جسمانی‌ترین تکنیک‌های رقص است، گسترش داد.
- ۱۹۳۰: پل تیلور یکی از هنرجویان مدرسه موسیقی جولیارد که مدرسه رقص کالج کنتیت به حساب می‌آمد، بود. در سال ۱۹۵۲، اجرایش در جشنواره رقص آمریکایی، توجه بسیاری از طراحان رقص بزرگ را برانگیخت. وی با اجرا کردن در کمپانی‌های رقص مرس کانینگهام، مارتا گراهام و جرج بالانچین (به همین ترتیب)، کمپانی رقص پل تیلور را در ۱۹۵۴ بنیان نهاد. استفاده از حرکات و ژست‌های روزمره و ایدئولوژی مدرنیسم، از ویژگی‌های طراحی‌های رقص اوست. از اعضای سابق کمپانی او می‌توان به تویلا ثارپ، لورا دین، دان ووگونر و سنتا درایور اشاره کرد.
- ۱۹۱۰: آلوین نیکلاس از شاگردان هانیا هولم بود. استفاده او از ابزارهای چندرسانه‌ای در کارهایی چون ماسک‌ها، ابزارهای صحنه و موبایل‌ها (۱۹۵۳)، توتم (۱۹۶۰) و شمارش معکوس (۱۹۷۹)، با کار دیگر طراحان رقص ناهمخوان بود و مطابقت نداشت. او با قرار دادن رقصنده‌هایش در در فضاهای تنگ و لباس‌هایی با صدا و طراحی‌های پیچیده، توجه‌اش را بر وظایف بدنی برای غلبه بر موانعی که سر راه آن‌ها قرار گرفته، متمرکز می‌کرد. دیدگاه او این بود که رقصنده مثل هنرمندی نیست که می‌خواهد خودش را بیان کند. بلکه به عنوان استعدادی است که می‌تواند خصوصیات فیزیکی فضا و حرکت را وارسی و جستجو کند.

## رقص پیشامدرن در آمریکا

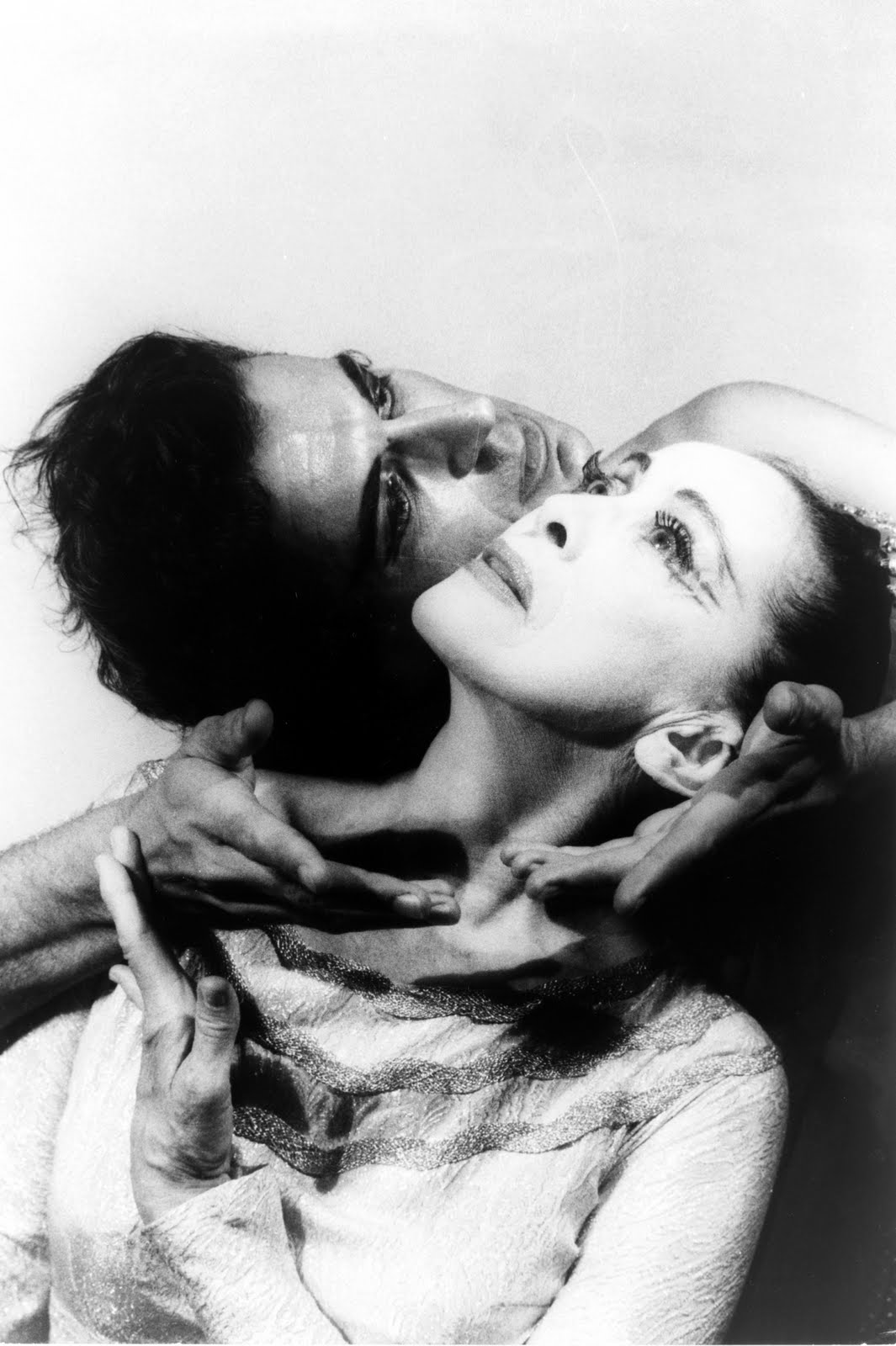
مارتا گراهام و برترام راس در ۱۹۶۱. عکس از کارل وان وکتن

در ۱۹۱۵، راس سنت دنیس به همراه همسرش تد شاون، کمپانی رقص دنیشاون را بنیان نهاد. در حالی که سنت دنیس مسئول اکثر کارهای خلاقانه بود، شاون به تدریس تکنیک و ترکیب‌بندی می‌پرداخت. مارتا گراهام، دوریس هامفری و چارلز ویدمن همه شاگردان و اعضای کم‍پانی را تشکیل می‌دادند. در جستجوی جذب مخاطبان بیشتر برای کارشان، ایزادورا دانکن، لویی فولر و راس سنت دنیس در سراسر اروپا سفر کردند. کار فولر نیز در خارج از اروپا مخاطبان زیادی نیافت. پس دنیس به آمریکا بازگشت تا کارش را در آن‌جا پی بگیرد.
مارتا گراهام اغلب به عنوان مادر حرکت مدرن رقص صحنه‌ای در قرن بیستم شناخته می‌شود. او باله را بیش از اندازه یک‌سویه می‌دید: اروپایی، ام‍پریالیستی و غیرآمریکایی. او در ۱۹۱۶ به مدرسه دنیشاون رفت و ‍س از آن در ۱۹۲۳ به نیویورک نقل مکان کرد؛ جایی که او در کمدی‌های موزیکال و سالن‌های موسیقی به اجرا پرداخت و روی طراحی رقص خودش کار کرد. او تکنیک رقص خودش را که به مفهوم انقباض و آزاد کردن متصل است، توسعه داد. در تکنیک‌های گراهام، او از شاگردانش می‌خواهد احساس کنند. احساس کردن، داشتن حس پرقدرتی از آگاهی از زمین خوردن است در حالی که در همان زمان، در سراسر بدن احساس قدرت وجود داشته باشد و به مخاطبان منتقل شود. سهم اصلی او در رقص تمرکز بر مرکز بدن (برخلاف تأکید باله بر اندام)، هماهنگی بین تنفس و حرکت و ارتباط رقصنده با زمین است. 
- ۱۹۲۳: گراهام مدرسه دنیشاون را ترک کرد تا خودش به صورت انفرادی در فولیس دهکده گرینویچ کار کند.
- ۱۹۲۸: همفری و ویدمن نیز دنیشاون را ترک گفتند تا مدرسه خودشان و کمپانی همفری-ویدمن را راه‌اندازی کنند.
- ۱۹۳۳: شاون گروه رقص مردان تد شاون را بنیان گذاشت و پایگاه رقصندگان مردش را در مزرعه جیکوب پیلو در بکت، ماساچوست بنا کرد.

رقصندگان پیشامدرن، پس از آمیختن تکنیک‌ها و روش‌های ترکیبی آموزگاران‌شان، روش‌ها، ایدئولوژی و تکنیک‌های رقصی خودشان را توسعه دادند که همان‌ها، پایه‌های رقص مدرن شدند:
- مارتا گراهام و لوئیس هورست
- دوریس هامفری و چارلز ویدمن
- هلن تامیریس- او در «جریان آزاد» (ایرنه لویسون) و باله (میشل فوکین) آموزش دیده بود، مدت کوتاهی شاگرد ایزادورا دانکن بود اما تأکید او بر بیان شخصی و حرکت تغزلی‌اش را نمی‌پسندید. تامیریس معتقد بود که هر رقصی باید معانی رسای خودش را خلق کند و چنان نباشد که انگار،  یک سبک یا روش منحصر به فرد توسعه‌یافته‌است. او به عنوان یک طراح رقص، کارهایش را بر اساس فضاهای آمریکایی که هم در رقص صحنه‌ای و هم در تئاتر موزیکال کاربرد داشت، ساخته است.
- لستر هورتون- او کالیفرنیا را برای کار برگزید (۳۰۰۰ مایل دورتر از نیویورک که مرکز رقص مدرن به حساب می‌آمد) و رویکرد خودش را که از رقص بومیان آمریکا و جاز مدرن بهره می‌گرفت، توسعه داد. تکنیک رقص هورتون (تکنیک لستر هورتون) بر رویکردی مبتنی بر کل بدن شامل انعطاف‌پذیری، قدرت، هماهنگی و آگاهی بدن تأکید می‌کند تا به آزادی در بیان، مجال نمودار شدن بدهد.

## رایج‌ شدن رقص مدرن در آمریکا
در ۱۹۲۷ روزنامه‌ها به صورت مرتب، بخش‌هایی را به نقد‌ رقص کسانی چون والتر تری و ادوین دنبی اختصاص دادند. منتقدینی که اجراها را از زاویه یک متخصص حرکت بررسیدند؛ به جای آن‌که آن‌ها را از نظرگاه یک بیننده تئاتر یا شنونده‌ موسیقی ببینند. سیستم آموزشی رقص مدرن را در کالج‌ها و دانشکده‌ها پذیرفت؛ ابتدا به عنوان بخشی از تربیت بدنی و سپس به عنوان هنر اجرایی. بسیاری از استادان کالج در مدرسه تابستانی رقص که در ۱۹۳۴ و در کالج بنینگتون افتتاح شد، آموزش دیدند.
اگنس دمیل به عنوان بخشی از برنامه بنینگتون نوشت: 
آن‌جا ترکیب خوبی از همه‌جور هنرمند، موسیقیدان و رقصنده بود. همین‌طور شاخص بود به این دلیل که مسئولیت هماهنگی رزرو سری کنسرت‌های کالج در تمام قاره آن‌جا قرار داشت. از قید و بند مدیریت انحصاری بزرگ که اولویت‌شان مشتری‌های اروپایی بودند، رها بود. برای اولین بار، رقصندگان آمریکایی استخدام می‌شدند در سراسر کشور تور برگزار کنند و این آغاز ثمربخشی کار کالج بود.— اگنس دمیل، (۱۹۹۱، ص ۲۰)
امروزه، رقص مدرن می‌رود که در سراسر جهان محبوب شود. کمپانی‌های باله رقص مدرن را نه فقط در کلاس‌های آموزشی، بلکه در اجراهایشان هم شرکت می‌دهند. رقص مدرن از معدود گونه‌های هنری است که به آزادی در بیان اجازه‌ بروز می‌دهد و به همین علت از محبوبیت زیادی برخوردار شده‌است. توانایی آزاد کردن خود هنگام رقص، کیفیتی است که در اغلب اَشکال رقص وجود ندارد. با رقص مدرن، دیگر مرزی وجود ندارد؛ فرد به سادگی حول احساس‌اش می‌رقصد و این‌چنین است که شکل فوق‌العاده‌ای از هنر پدید می‌آید.